# Myripristis tiki
Myripristis tiki là một loài cá biển thuộc chi Myripristis trong họ Cá sơn đá. Loài này được mô tả lần đầu tiên vào năm 1974.

## Từ nguyên
Từ định danh bắt nguồn từ tiki trong tiếng Māori, là các tượng gỗ hoặc đá được chạm khắc hình người, trong trường hợp này đề cập đến các tượng người nguyên khối Moai trên đảo Phục Sinh, nơi mà mẫu định danh của loài cá này được thu thập.

## Phân bố và môi trường sống
M. tiki có phân bố nhỏ hẹp ở Nam Thái Bình Dương, và hiện chỉ được biết đến tại đảo Rapa Iti (Polynésie thuộc Pháp), quần đảo Pitcairn và đảo Phục Sinh (Chile), còn những ghi nhận tại quần đảo Cook và Tonga cần được kiểm chứng lại.
M. tiki sống ở vùng nước có độ sâu khoảng 2–15 m.

## Phân loại
Phân tích phát sinh chủng loại học cho thấy, M. tiki là loài chị em gần nhất với Myripristis leiognathus (phân bố ở Đông Thái Bình Dương).

## Mô tả
Chiều dài cơ thể lớn nhất được ghi nhận ở M. tiki là 26,5 cm. Loài này có một kiểu hình sọc đặc biệt trên cơ thể còn sống và ngay cả khi mẫu vật đã được ngâm alcohol bảo quản.
Số vảy đường bên: 35–40.

## Thương mại
M. tiki là một loài cá thực phẩm thường được sử dụng ở đảo Phục Sinh.